# 千田稔 (経済史学者)
千田 稔（せんだ みのる、1946年 - ）は、日本の経済史学者。研究対象は、華族制度・近代日本経済史。

## 来歴
東京都生まれ。1971年一橋大学大学院経済学研究科修士課程修了。指導教官は永原慶二。1974年一橋大学大学院経済学研究科博士課程単位取得退学。指導教官は中村政則。米国立イオンド大学院教授・日本大学経済学部兼任。世界学問研究所総裁。
上代日本史専攻の千田稔とは同名異人である。

## 著書
- 明治維新研究序説 維新政権の直轄地 松尾正人共著 開明書院 1977.10  doi:10.11501/12229026
- 維新政権の直属軍隊  開明書院 1978.12  doi: 10.11501/12229034
- 維新政権の秩禄処分 天皇制と廃藩置県 開明書院 1979.10 doi:10.11501/12229033
- 日本経済史論 前近代社会から近代社会へ 教育総合出版局 1996 (せんだみのる著作集 第7巻)
- 国際財政金融家 高橋是清  教育総合出版局 1998 (せんだみのる著作集 第6巻)
- 日本外債(資)史論 日本資本主義と外資 教育総合出版 1999 (せんだみのる著作集 第5巻)
- 華族事件録　明治・大正・昭和　新人物往来社 2002.7／新潮文庫 2005
- 華族総覧　講談社現代新書 2009.7